# هارالد روز
هارالد روز (آلمانی: Harald Rose؛ زاده ۱۴ فوریهٔ ۱۹۳۵) یک فیزیک‌دان اهل آلمان است.